# Morfar har berättat
Morfar har berättat, är en visa med text och musik av Lasse Dahlquist.
Visan handlar om Lasse Dahlquists barndom på Brännö, där hans morfar var lotsmästare. Morfar har berättat räknas som en av Dahlquists finaste visor, en mjuk vals som pendlar mellan dur och moll.[källa behövs] Lasse Dahlquist sjöng in sången på en 78-varvsskiva 1943.
På senare år har visan kommit att förknippas med sångaren och skådespelaren Stefan Ljungqvist som både sjungit in den på cd och även haft den som signaturmelodi till sin TV-serie Ljungqvist på Bommen.[källa behövs]